# Culicoides xuguitensis
Culicoides xuguitensis är en tvåvingeart som beskrevs av Cao och Chen 1984. Culicoides xuguitensis ingår i släktet Culicoides och familjen svidknott. Inga underarter finns listade i Catalogue of Life.